# بيكتون (تشيشير)
بيكتون (بالإنجليزية: Picton, Cheshire)‏ هي قرية و أبرشية مدنية تقع في المملكة المتحدة في إنجلترا.  يقدر عدد سكانها بـ 58 نسمة .